# My Generation: The Very Best of the Who
My Generation: The Very Best of The Who è un compilation del gruppo rock britannico The Who, pubblicata nel 1996.

## Tracce
1. I Can't Explain – 2:04 (Pete Townshend)
2. Anyway, Anyhow, Anywhere – 2:40 (Pete Townshend, Roger Daltrey)
3. My Generation – 3:18 (Pete Townshend)
4. Substitute – 3:47 (Pete Townshend)
5. I'm a Boy – 2:36 (Pete Townshend)
6. Boris the Spider – 2:27 (John Entwistle)
7. Happy Jack – 2:11 (Pete Townshend)
8. Pictures of Lily – 2:45 (Pete Townshend)
9. I Can See for Miles – 4:21 (Pete Townshend)
10. Magic Bus – 3:15 (Pete Townshend)
11. Pinball Wizard – 3:00 (Pete Townshend)
12. The Seeker – 3:22 (Pete Townshend)
13. Baba O'Riley – 5:07 (Pete Townshend)
14. Won't Get Fooled Again – 8:32 (Pete Townshend)
15. Let's See Action – 4:02 (Pete Townshend)
16. 5:15 – 4:49 (Pete Townshend)
17. Join Together – 4:22 (Pete Townshend)
18. Squeeze Box – 2:40 (Pete Townshend)
19. Who Are You (Single edit) – 5:02 (Pete Townshend)
20. You Better You Bet – 5:37 (Pete Townshend)

## Formazione
- Roger Daltrey – voce
- John Entwistle – basso, voce
- Kenney Jones – batteria, percussioni (in You Better You Bet)
- Keith Moon – batteria, percussioni (tutte le tracce eccetto You Better You Bet)
- Pete Townshend – chitarra, sintetizzatore, tastiere, voce